# Пастидис, Харрис
Ха́ррис Пасти́дис (греч. Χάρης Παστίδης, англ. Harris Pastides; род. 21 февраля 1954, Астория, Куинс, Нью-Йорк, США) — американский университетский администратор, 28-й президент Университета Южной Каролины. Будучи избранным на эту должность советом попечителей, стал первым внутренним кандидатом на пост президента университета за последние более чем полвека. Является членом многочисленных профессиональных организаций и общественных советов, в том числе председателем совета директоров Дивизиона I Национальной ассоциации студенческого спорта, членом совета директоров финансовой корпорации «Synovus» (с 2014 года) и членом совета попечителей исследовательского центра «SCRA». Лауреат Почётной медали острова Эллис (2017).

## Биография

### Ранние годы, семья и образование
Родился 21 февраля 1954 года в Астории (Куинс, Нью-Йорк, США) в семье греков Андреаса и Анастасии Пастидисов, которые в 1948 году иммигрировали в США из города Аммохостос (Кипр), который с 1974 года находится под военной оккупацией Турции. Имеет старшую сестру Варвару, которой на момент приезда семьи в Асторию было около двух лет.
Учился в школе Святого Димитрия в Астории, после чего был принят в специализированную среднюю школу на Манхэттене. Посещал воскресную греческую школу. В семье разговаривали на греческом и английском языках.
Отец Харриса владел рестораном «Star Food Shop» в Вашингтон-Хайтсе, а мать некоторое время работала портнихой в компании по производству одежды «Rogers Peet».
Окончил Университет штата Нью-Йорк в Олбани со степенью бакалавра наук в области биологии.
Получил степени магистра наук в области общественного здравоохранения и доктора философии в области эпидемиологии, окончив Йельский университет.

### Карьера
В течение 17 лет работал в Массачусетском университете в Амхерсте, где был профессором эпидемиологии, а также заведующим кафедрой биостатистики и эпидемиологии.
С 1998 года вместе со своей супругой работает в Университете Южной Каролины. За это время занимал должности профессора, затем декана факультета общественного здравоохранения, позже был повышен до вице-президента по исследованиям и наукам о здоровье, а в 2008 году стал президентом этого учебного заведения.
Будучи вице-президентом по исследованиям и наукам о здоровье, Пастидис добился увеличения финансируемух научных исследований и программ с 2002 года на 89 %, достигнув рекордной отметки в 206 млн долларов за 2008 финансовый год.
Продолжает играть ведущую роль в развитии концепции «Innovista», которая была создана в 2005 году им, бывшим то время президентом университета Эндрю Соренсоном и бывшим мэром Колумбии Бобом Коблом.
Под руководством Пастидиса число студентов Университета Южной Каролины достигло рекордно высокого уровня
GR-фирма «FOCUS Carolina», одна из первых крупных инициатив Пастидиса на посту президента, является самой всесторонней инициативой стратегического планирования в истории университета.

## Личная жизнь
Женат на Патрисии Мур-Пастидис, с которой познакомился в Йельском университете. Пара имеет дочь Катерину, музейного педагога, которая проживает со своим супругом и двумя детьми в Санта-Монике (Калифорния), и сына Андреаса, актёра, проживающего в Нью-Йорке.
Супруга Пастидиса является автором книг «Greek Revival: Cooking for Life» и «Greek Revival from the Garden: Growing and Cooking for Life», посвящённых средиземноморской диете. Пара год проживала в Греции, где Харрис Пастидис работал со специалистом по средиземноморской диете, эпидемиологом Димитриосом Трихопулосом.